# Tadten
Tadten  ist eine Gemeinde mit 1142 Einwohnern (Stand 1. Jänner 2025) im Bezirk Neusiedl am See im Burgenland in Österreich. Der ungarische Ortsname der Gemeinde ist Téteny oder Mosontéteny.

## Geografie
Tadten ist der einzige Ort in der Gemeinde.
Nachbargemeinden:
|         | Sankt Andrä am Zicksee                      |       |
| Wallern | Kompassrose, die auf Nachbargemeinden zeigt | Andau |
|         | Ungarn                                      |       |

## Geschichte
Bei dem in der Ried „Salzlacke“ freigelegten Steinkistengrab aus dem 2. Jahrhundert n. Chr. wurden Beigaben wie Glasgefäße, Goldschmuck, eine Tonlampe, eine Münze sowie Eisen- und Bronzegegenstände gefunden, die heute im Landesmuseum Eisenstadt besichtigt werden können.
Aus der Zeit um 1130 stammen 2000 Silbermünzen. Erstmals urkundlich erwähnt wurde Tetun (Tadten) in einer Besitzstreitigkeitsurkunde des Jahres 1357.
Der Ort gehörte wie das gesamte Burgenland bis 1920/21 zu Ungarn (Deutsch-Westungarn). Seit 1898 musste aufgrund der Magyarisierungspolitik der  Regierung in Budapest der ungarische Ortsname Tetény verwendet werden.
Nach Ende des Ersten Weltkriegs wurde nach zähen Verhandlungen Deutsch-Westungarn in den Verträgen von St. Germain und Trianon 1919 Österreich zugesprochen. Der Ort gehört seit 1921 zum neu gegründeten Bundesland Burgenland (siehe auch Geschichte des Burgenlandes).

### Etymologie
Die meisten Ortsnamen im Burgenland können von Ortsnamenforschern einer Sprache zugeordnet werden. Forscher sind der Meinung, dass der Name Tadten („Teteny“) der ungarischen Sprache entstammt.
Die Regierungsform der landnehmenden Ungarn basierte auf einem politisch regierenden Großfürsten und einem sakralen Herrscher, dem so genannten „Kende“. Die Herrschaftsbereiche der ungarischen Fürsten wurden entlang der Flussläufe aufgeteilt. Das rechte Donauufer zwischen Budapest und dem Neusiedlersee wurde dem Kende Kurszan zugesprochen. Er richtete einen Sommersitz in der Tiefebene östlich des Neusiedlersees ein. Im Jahr 904 wurde Kurszan nach einem Treffen mit den Bayern ermordet. Dadurch fiel der Uferstreifen östlich des Neusiedlersees wieder an den zu dieser Zeit regierenden Fürsten Árpád zurück. Nach dessen Tod und der Machtübernahme durch den dann regierenden Fürsten Fajzs um 950, wurde ein neuer Kende für das Gebiet östlich des Neusiedlersees bestimmt. Sein Name war „Teteny“. Der Name des heutigen Orts Tadten kann daher auf den sakralen Herrscher Teteny aus dem 10. Jahrhundert zurückgeführt werden.
Das Dorf Tadten wurde im Jahr 1357 erstmals urkundlich als „Tetun“ erwähnt. Dies geschah vor dem Domkapitel in Raab (heutiges Győr), als es um die Enteignung eines Mannes aus „Tetun“ und um die Enteignung eines anderen Mannes aus dem Komitat Moson ging. Es ist sicher, dass es sich hierbei um Tadten handelt, weil Tetun auch im Komitat Moson lag.
Der Name der Ortschaft Tadten wurde mit der Zeit immer wieder verschieden geschrieben. Der Hauptgrund für die unterschiedlichen Schreibweisen war die Sprachzugehörigkeit. Es muss unterschieden werden, ob der Schreiber ungarisch- oder deutschsprachig war. Die folgenden Varianten sind belegt:
| - Tetun 1357 - Titin 1360 - Theten 1451 - Thaton 1550 - Taton 1570 | - Teten 1659 - Teteny 1680 - Taden 1786 - Taaden 1808 | - Taaden 1857 - Tadten 1857 - Mosontétény 1909 - Tadten 1922 |

### Bevölkerungsentwicklung
| Tadten: Einwohnerzahlen von 1869 bis 2025           | Tadten: Einwohnerzahlen von 1869 bis 2025 | Tadten: Einwohnerzahlen von 1869 bis 2025 | Tadten: Einwohnerzahlen von 1869 bis 2025 | Tadten: Einwohnerzahlen von 1869 bis 2025 |
| --------------------------------------------------- | ----------------------------------------- | ----------------------------------------- | ----------------------------------------- | ----------------------------------------- |
| Jahr                                                |                                           |                                           |                                           | Einwohner                                 |
| 1869                                                | 1869                                      |                                           | 1.051                                     | 1.051                                     |
| 1880                                                | 1880                                      |                                           | 1.093                                     | 1.093                                     |
| 1890                                                | 1890                                      |                                           | 1.189                                     | 1.189                                     |
| 1900                                                | 1900                                      |                                           | 1.248                                     | 1.248                                     |
| 1910                                                | 1910                                      |                                           | 1.213                                     | 1.213                                     |
| 1923                                                | 1923                                      |                                           | 1.324                                     | 1.324                                     |
| 1934                                                | 1934                                      |                                           | 1.548                                     | 1.548                                     |
| 1939                                                | 1939                                      |                                           | 1.610                                     | 1.610                                     |
| 1951                                                | 1951                                      |                                           | 1.603                                     | 1.603                                     |
| 1961                                                | 1961                                      |                                           | 1.569                                     | 1.569                                     |
| 1971                                                | 1971                                      |                                           | 1.581                                     | 1.581                                     |
| 1981                                                | 1981                                      |                                           | 1.543                                     | 1.543                                     |
| 1991                                                | 1991                                      |                                           | 1.461                                     | 1.461                                     |
| 2001                                                | 2001                                      |                                           | 1.355                                     | 1.355                                     |
| 2011                                                | 2011                                      |                                           | 1.252                                     | 1.252                                     |
| 2021                                                | 2021                                      |                                           | 1.162                                     | 1.162                                     |
| 2025                                                | 2025                                      |                                           | 1.142                                     | 1.142                                     |
| Quelle(n): Statistik Austria, Gebietsstand 1.1.2021 |                                           |                                           |                                           |                                           |

## Kultur und Sehenswürdigkeiten

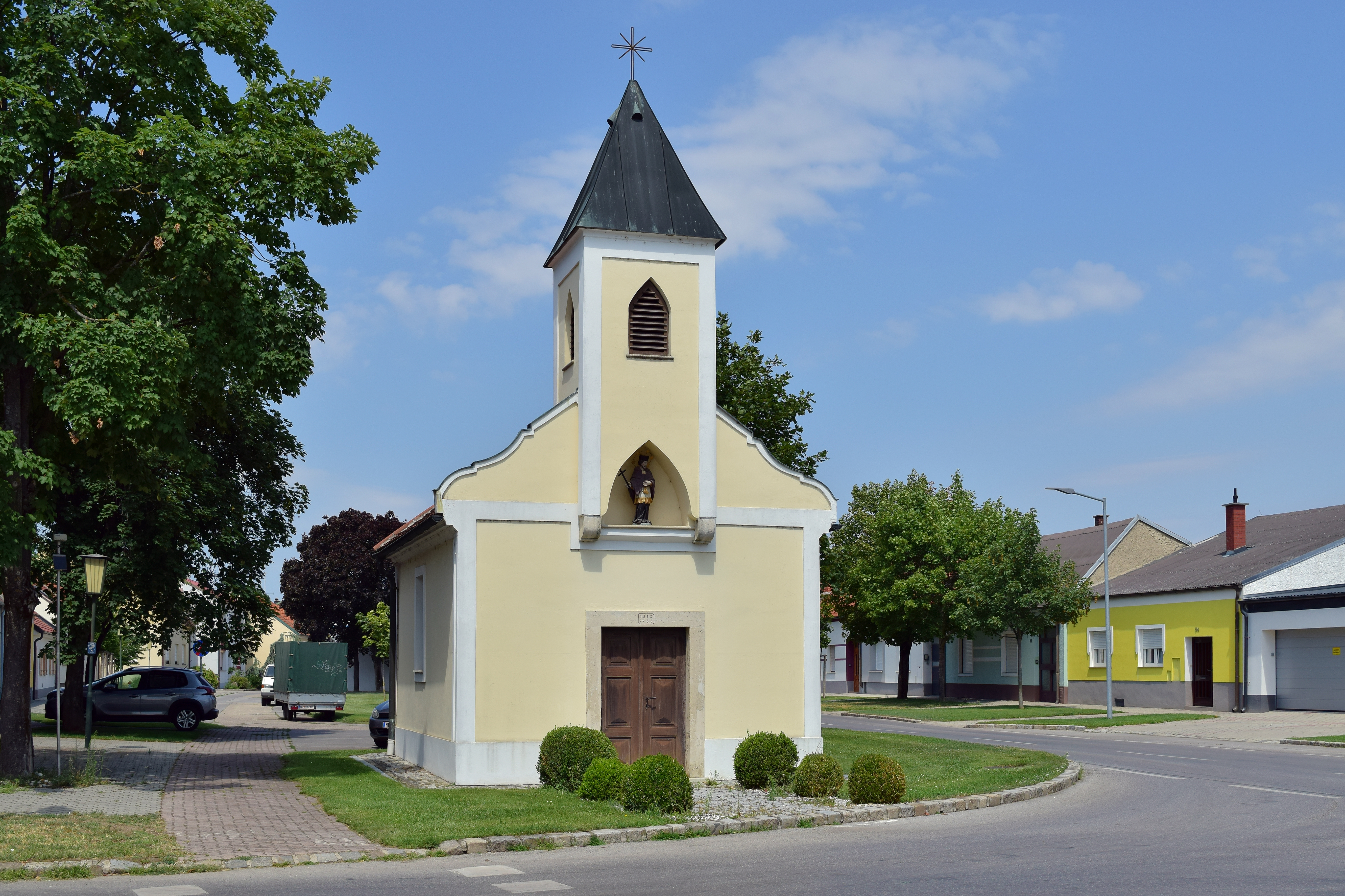
Nepomukkapelle

- Katholische Pfarrkirche Tadten hl. Michael

## Politik

### Gemeinderat
Der Gemeinderat umfasst aufgrund der Einwohnerzahl insgesamt 19 Mitglieder.
| Partei          | 2022             | 2022             | 2022             | 2017    | 2017    | 2017    | 2012    | 2012    | 2012    | 2007             | 2007             | 2007             | 2002             | 2002             | 2002             | 1997             | 1997             | 1997             |
| Partei          | Sti.             | %                | M.               | Sti.    | %       | M.      | Sti.    | %       | M.      | Sti.             | %                | M.               | Sti.             | %                | M.               | Sti.             | %                | M.               |
| --------------- | ---------------- | ---------------- | ---------------- | ------- | ------- | ------- | ------- | ------- | ------- | ---------------- | ---------------- | ---------------- | ---------------- | ---------------- | ---------------- | ---------------- | ---------------- | ---------------- |
| SPÖ             | 536              | 52,50            | 10               | 439     | 45,54   | 9       | 522     | 52,73   | 10      | 565              | 53,55            | 10               | 529              | 49,30            | 9                | 498              | 51,02            | 10               |
| ÖVP             | 485              | 47,50            | 9                | 490     | 50,83   | 10      | 409     | 41,31   | 8       | 490              | 46,45            | 9                | 544              | 50,70            | 10               | 478              | 48,98            | 9                |
| FPÖ             | nicht kandidiert | nicht kandidiert | nicht kandidiert | 35      | 3,63    | 0       | 59      | 5,96    | 1       | nicht kandidiert | nicht kandidiert | nicht kandidiert | nicht kandidiert | nicht kandidiert | nicht kandidiert | nicht kandidiert | nicht kandidiert | nicht kandidiert |
| Wahlberechtigte | 1309             | 1309             | 1309             | 1206    | 1206    | 1206    | 1244    | 1244    | 1244    | 1277             | 1277             | 1277             | 1257             | 1257             | 1257             | 1167             | 1167             | 1167             |
| Wahlbeteiligung | 83,50 %          | 83,50 %          | 83,50 %          | 86,15 % | 86,15 % | 86,15 % | 85,85 % | 85,85 % | 85,85 % | 87,08 %          | 87,08 %          | 87,08 %          | 91,57 %          | 91,57 %          | 91,57 %          | 92,03 %          | 92,03 %          | 92,03 %          |

### Gemeindevorstand
[veraltet]Dem Gemeindevorstand gehören neben Bürgermeister Willibald Goldenits (ÖVP) und dem Vizebürgermeister Robert Czukker (SPÖ) auch Catrin Haider (SPÖ), Norbert Lidy (ÖVP), Albert Payer (SPÖ) an. Gemeindekassier ist Reinhard Sattler (SPÖ).

### Bürgermeister
Von 2002 bis 31. Dezember 2016 stand Johann Maar (SPÖ) der Gemeinde vor. Am 1. Februar 2017 trat Robert Czukker (SPÖ) die Nachfolge von Maar an. Bei der Bürgermeisterdirektwahl am 1. Oktober 2017 erreichte Czukker 41,29 % der Stimmen gegen den bisherigen Vizebürgermeister Willibald Goldenits (ÖVP, 56,36 %)
Bei der Wahl 2022 verteidigte Willibald Goldenits das Bürgermeisteramt mit 50,28 Prozent der Stimmen im ersten Wahlgang, obwohl seine Partei die Mehrheit verlor.

## Söhne und Töchter der Gemeinde
- Johann Hautzinger (1909–1973), Politiker (ÖVP) und Landwirt
- Edith Sack (* 1960), Politikerin (SPÖ), seit 2000 Abgeordnete zum Burgenländischen Landtag
- Franz Hautzinger (* 1963), Jazz- und Improvisationsmusiker

Tadten/Tétteny (Mitte unten) und Umgebung um 1873 (Aufnahmeblatt der Landesaufnahme)